# فيليكس أوفوي بوانيي
فيليكس أوفوي بوانيي (Félix Houphouët-Boigny؛ 18 أكتوبر 1905 – 7 ديسمبر 1993) هو الرئيس الأول لجمهورية ساحل العاج من 1960 حتى وفاته عام 1993. شغل عدة مناصب وزارية في الحكومة الفرنسية قبل أن يقود ساحل العاج بعد الاستقلال في عام 1960. لعب طوال حياته، دوراً هاماً في السياسة وفي عملية إنهاء الاستعمار في أفريقيا.
ازدهرت دولة ساحل العاج اقتصاديًا تحت قيادة أوفوي بوانيي المعتدلة سياسيًا. وأصبح هذا النجاح غير المألوف في غرب أفريقيا المليء بالفقر يعرف باسم «المعجزة الإيفوارية». وكان ذلك بسبب مزيج من التخطيط السليم والحفاظ على العلاقات القوية مع الغرب (خاصة فرنسا) وتطوير صناعات البن والكاكاو المهمة في البلاد. لكن الاعتماد على القطاع الزراعي تسبب في صعوبات في عام 1980، بعد انخفاض حاد في أسعار البن والكاكاو.
طوال فترة رئاسته، حافظ أوفوي بوانيي على علاقة وثيقة بفرنسا، وهي سياسة تُعرف باسم فغونسافخيك، وبنى صداقة وثيقة مع جاك فوكارت، كبير مستشاري السياسة الأفريقية في نظامي ديغول وبومبيدو. وساعد المتآمرين الذين أطاحوا بكوامي نكروما من السلطة في غانا عام 1966، وشارك في الانقلاب الفاشل ضد ماتيو كيريكو في بنين عام 1977، وكان يشتبه بتورطه في انقلاب عام 1987 الذي أطاح بتوماس سانكارا من السلطة في بوركينا فاسو، مثلما قدم المساعدة إلى يونيتا (الاتحاد الوطني للاستقلال الكلي الأنغولي)، وهي حركة تمرد مناهضة للشيوعية تدعمها الولايات المتحدة في أنغولا. وحافظ أوفوي بوانيي على سياسة خارجية قوية مناهضة للشيوعية، ما أسفر عن عدة أمور بينها قطع العلاقات الدبلوماسية مع الاتحاد السوفيتي في عام 1969 (بعد إقامة العلاقات لأول مرة في عام 1967)، ورفض الاعتراف بجمهورية الصين الشعبية حتى عام 1983. ثم أعاد العلاقات مع الاتحاد السوفيتي في عام 1986.
في الغرب، كان يُعرف أوفوي بوانيي باسم «حكيم أفريقيا» أو «العجوز الكبير في أفريقيا». نقل أوفوي بوانيي عاصمة البلاد من أبيدجان إلى مسقط رأسه في ياموسوكرو وبنى هناك أكبر كنيسة في العالم، كنيسة بازيليكا سيدة السلام في ياموسوكرو، بتكلفة 300 مليون دولار أمريكي. وحين وفاته، كان الزعيم الأطول خدمة في تاريخ أفريقيا والزعيم الثالث الأطول خدمة في العالم بعد فيدل كاسترو من كوبا وكم إل سونغ من كوريا الشمالية. وفي عام 1989، أنشأت اليونسكو جائزة فيليكس أوفوي بوانيي للسلام من أجل «حفظ السلام وصونه والسعي إليه». وبعد وفاته، سرعان ما تدهورت الأوضاع في كوت ديفوار (ساحل العاج). وبين عامي 1994 و2002 حدث عدد من الانقلابات، وانخفضت قيمة الفرنك الغرب أفريقي وبدأ الركود الاقتصادي. واندلعت الحرب الأهلية في عام 2002.

## النشأة

### ولادته وطفولته وتعليمه
وفقًا لسيرته الذاتية الرسمية، من المحتمل أن يكون أوفوي بوانيي قد ولد في 18 أكتوبر عام 1908، في ياموسوكرو لعائلة من الزعماء بالوراثة لشعب باولي. ومع ذلك، تشير الروايات غير الرسمية إلى أن تاريخ ميلاده يصل إلى سبع سنوات قبل ذلك. وُلد في قبيلة أكووس الأرواحية، وأُطلق عليه اسم ديا أوفوي: اسمه الأول ديا يعني «نبي» أو «ساحر». وكان اسم والده ندولي أوفوي. وكان ديا أوفوي حفيد شقيقة الملكة ياموسو وزعيم القرية كواسي نغو من جهة والدته. وعندما قُتل نغو في عام 1910، عُين ديا خلفًا له كزعيم. وبسبب صغر سنه، حكم زوج والدته غبرو ديبي كوصي حتى بلوغ ديا سن الرشد؛ وحينها كان والد ديا قد مات.
ينحدر أوفوي بوانيي من زعماء القبائل من خلال والدته كيمو ندريف (المعروفة أيضًا باسم ندري كان). التي توفيت في أواخر عام 1936. وما تزال هناك شكوك حول هوية والده ندولي. الذي كان رسميًا من النزيبري من قبيلة ديديفي، وتوفي ندولي أوفوي بعد وقت قصير من ولادة ابنه أوغستين، ولا توجد معلومات موثوقة بشأن وفاته. وكان لأوفوي بوانيي أختان كبيرتان، الأولى هي فايتاي (1898؟ - 1998) والثانية أدجوا (توفيت 1987)، بالإضافة إلى الأخ الأصغر أوغستين (توفي عام 1939). 
اعترفت الإدارة الاستعمارية الفرنسية بزعماء القبائل. ورتبوا أن يذهب أوفوي إلى المدرسة في المركز العسكري في بونزي، بالقرب من قريته، من أجل الاستعداد لمستقبله كزعيم، على الرغم من الاعتراضات الشديدة من الأقارب، وخاصة خالته الكبرى الملكة ياموسو. وفي عام 1915، جرى نقله إلى المدرسة الثانوية في بنجرفيل على الرغم من عدم رغبة عائلته ارتياده مدرسة داخلية. وفي نفس العام في بنجرفيل اعتنق أوفوي المسيحية؛ واعتبره دينًا حديثًا وعائقًا أمام انتشار الإسلام. واختار اسم فيليكس كاسم عمادته.
أولًا في فصله، جرى قبول أوفوي في مدرسة ويليام بونتي في عام 1919، وحصل على شهادة في التدريس. وفي عام 1921، التحق بمدرسة الطب في غرب أفريقيا الفرنسية في السنغال الفرنسية، حيث جاء في المرتبة الأولى في فصله عام 1925 وتأهل كمساعد طبي. ونظرًا إلى أنه لم يكمل دراسته في الطب مطلقًا، فقد أصبح مؤهلًا فقط ليكون طبيبًا أفريقيًا، وهو طبيب ذو دخل منخفض.

### مهنته الطبية
في 26 أكتوبر عام 1925، بدأ أوفوي حياته المهنية كمساعد طبيب في مستشفى في أبيدجان، حيث أسس جمعية من العاملين في المجال الطبي من السكان الأصليين. ثبت أن هذا المشروع لم يدم طويلًا إذ نظرت إليه الإدارة الاستعمارية بطريقة غير متفهمة، معتبرةً إياه نقابة عمالية. نتيجة لذلك، قرروا نقل أوفوي إلى مستشفى أصغر في غيغلو في 27 أبريل عام 1927. وبعد أن أثبت تميزه، جرت ترقيته في 17 سبتمبر عام 1929 إلى منصب في أبنغورو، والذي كان حتى ذلك الحين مخصصًا للأوروبيين. وفي أبنغورو، شهد أوفوي سوء معاملة المستعمرين لمزارعي الكاكاو الأصليين.
في عام 1932 قرر العمل وقاد حركة المزارعين ضد أصحاب الأراضي البيض ذوي النفوذ والسياسات الاقتصادية للحكومة الاستعمارية، التي فضلت المزارعين. وفي 22 ديسمبر، نشر مقالًا بعنوان (لقد سرقوا الكثير منا)، في صحيفة تريه دونيون وهي إحدى الصحف الاشتراكية الإيفوارية. ونشره تحت اسم مستعار.
في العام التالي، استدعت القبيلة أوفوي لتولي مسؤوليات زعيم القرية. ولكنه فضل متابعة مسيرته الطبية، فتنازل عن منصبه لشقيقه الأصغر أوغستين. ولرغبته بالعيش بالقرب من قريته، حصل على نقل إلى ديمبوكرو في 3 فبراير عام 1934 ثم إلى تومودي في 28 يونيو عام 1936. بينما أظهر أوفوي خصالًا مهنية، أثارت شخصيته حفيظة من حوله. ونتيجة لذلك، في سبتمبر عام 1938 طلب مديره السريري إليه أن يختار بين مهنته كطبيب وانخراطه في السياسة المحلية. وسرعان ما جرى الاختيار نيابة عنه، إذ توفي شقيقه في عام 1939، وأصبح أوفوي رئيسًا لكانتون (مكتب أنشأته الإدارة الاستعمارية لتحصيل الضرائب). نتيجة لذلك، أنهى أوفوي مسيرته الطبية في العام التالي.

### زواجه الأول
في عام 1930، تزوج أوفوي من خديجة سو (1913-2006) في أبنغورو. كان زواجهما مثيرًا للجدل لأنه كان كاثوليكيًا متدينًا وكانت هي ابنة مسلم ثري من السنغال. في نهاية المطاف تجاوزت العائلتان معارضتهما للزواج ووافقتا على اتحاد الأديان، وهو أول زواج مختلط يحتفل به في كوت ديفوار. أنجب الزوجان خمسة أطفال: فيليكس (الذي توفي في طفولته)، وأوغستين، وفرانسيس، وغيوم، وماري، وجميعهم نشأوا ككاثوليك.

## روابط خارجية
- فيليكس أوفوي بوانيي على موقع الموسوعة البريطانية (الإنجليزية)
- فيليكس أوفوي بوانيي على موقع مونزينجر (الألمانية)